# 나카가와 아키코
나카가와 아키코(일본어: 中川 亜紀子 なかがわ あきこ[*])는 홋카이도 삿포로시 출신의 일본 여자 성우다. 남편은 작곡가인 와다 카오루이다.

## 내력
홋카이도 삿포로시에서 태어나 초등학교 3학년 때, 아오모리현 아오모리시로 이사해 아오모리아케노호시 고등학교를 졸업할때까지 살았다. 어렸을 때부터 봤던 애니메이션이나 특촬물, 중학생 시절대 시작했던 연극의 영향으로 성우가 될 것을 결심하고 대학진학을 계기로 상경. 상경 할 때쯤 받았던 진로상담에서는 선생님, 부모님의 반응에 부딪혔지만 선생님을 설득해 협력을 받았으며 그 후, 둘이서 1년 동안 끈질기게 부모님과 교섭. 최종적으로 부모님들도 연극 할 때부터 계속 열심히 해온 것을 알기에 허락해 주었다.
센슈 대학 법학과 2부에 재학 중, 1994년에 마크로스7으로 성우 데뷔를 한다. 또한, 성우일과 학업을 병행하면서도 4년을 무사히 끝마쳤고 애니메이션 라디오 방송에서 라디오 퍼스널리티로서도 활약했으며 소년탐정 김전일, 포춘 퀘스트 L 등에서 성우로서의 입지를 굳혀 나갔다. 트루바두르 음악사무소에 소속 된 후, 엑셀, 프리랜서를 거쳐 도쿄배우생활협동조합에 들어가게 된다. 2002년에 작곡가인 와다 가오루와 결혼했다.
고이즈미 리나, 고타니 노부코, 야마구치 가쓰코와 함께 성우 걸즈밴드인 『LAMUSE』를 결성했던 적도 있다.

## 인물상
좌우명은 「당신의 일상을 사랑하라.」

### 데뷔 전
초등학교 때에는 음악부 (기악부라는 말도 있다.)에서 실로폰 담당이었다. 중학교 때에는 소프트볼부를 그만 둔 뒤, 테니스부와 연극부를 동시에 가입했으며 이 때가 연극을 만나게 되면서 그 후에 연극의 매력에 푹 빠지게 되었다. 고등학교 때에는 현 대회에 10년 이상 연속 출전했던 연극으로 유명한 명문학교여서 그녀가 고2때에는 10년만에 동북 대회까지 진출했다. 이 때, 처음으로 기쁨의 눈물을 흘렸다고 한다. 『은하철도의 밤』을 모티브로 한 <어른이 되지 않은 아이들을 위해서>란 제목의 연극에서 캄파넬라를 연기했다. 대학시절 때에는 성우 활동과 동시에 연극 동호회 일에도 참가해 4년동안 학교 생활도 같이 했다.
자신의 어린 시절을 무뚝뚝하고 이사 걱정하고 낯가림이 심했다고 평할 때가 많다. 자신이 먼저 말을 걸지 않고 소극적이고 아무 말도 하지 않는 성격이었으며 수업 중에 모두가 손을 들을 때 자신만 들지 않아 역으로 주목을 받아 주목 받기 싫어했던 그녀는 그 뒤로는 쭈뼛쭈뼛 손을 들었다고 한다. 친구가 같이 놀자해도 계속 책만 읽고 있어 결국 가지 않아서 그녀는 일요일 날 친구들이랑 논 기억이 대부분 없다고 한다. 처음 학교축제 날 연극을 했을 때에는 「저 나카가와가!」「무대 위에서는 말 잘하네」란 말을 들었다 한다. 음악시간 때는 노래를 부르지 않고 입만 뻥끗거려 노래방에서 노래하는 것도 매우 서툴렀었으나 성우 데뷔 후, 레코딩 작업이나 라이브 무대등에서 계속 노래해 가면서 극복해 나간다. 노래는 성우업, 연극의 연장선이라 한다.
매일 아침 반야심경을 외우시는 할머니 옆에서 같이 외울 정도로 할머니를 많이 따랐다고 한다. 비록 소극적인 성격이지만 같이 어울려 춤추는 것을 좋아했다 한다. 국어 교과서를 낭독할 때나 방송위원일 때 마이크 앞에서 원고 읽는 것을 즐겼던 면도 있다. 첫 사랑은 초등학교 3학년 때였다 한다. 전학 갈 때쯤 편지에 마음을 담아 보냈다고 한다. 전학 간 후에도 몇 번이고 편지를 써서 보냈지만 그걸로 끝이었다고 한다.
중학교 시절에는 특히 자신을 내세우지 못한 때였다고 한다. 교사가 얌전하단 말을 부정적인 뉘앙스로 말한 것 등을 부모가 걱정해 고등학교는 미션계 여학교로 선택해 갔다. 고등학교는 자신을 내세울 수 있는 곳이었으며 연극부에서는 기분 좋은 공간을 모두와 함께 만들어 간 것 같단 느낌이었다 한다.
연극을 목표로 하는 만큼 갑자기 바뀐 것을 공부하기 위해 대학은 법학과를 선택했다. 대학 때에는 베이커리, 케이크 가게, 텔레폰 어포인터, 도쿄 디즈니 랜드의 웨이트레스 등 여러 아르바이트를 했다. 어느 정도 정해진 범위에서 사람을 응대하는 접객업은 좋아했다고 한다. 대학 연극 동호회에서는 합숙으로 '이즈시치도'에 갈 때 동호회 멤버가 여권이 필요하다고 맡기라고 했을 때 믿고 가지고 있던 여권을 제시했던 일도 있었다.
「성우가 될 거란 자신감은 언제나 있었다. 때때로는 체력적으로 힘들다고 생각할 때도 있었지만 연극을 계속 해온 일이 마음의 버팀목이 되어 왔다.」라는 얘기를 했었다.

## 양성소
그녀가 성우가 되기 위한 활동을 하고 있었을 때 성우가 되기 위한 정보가 부족해 양성소를 고를 때 힘들었으며 여러모로 실패도 많이 겪었다고 한다. 큰 성우 양성소에 자신이 직접 녹음한 데모테이프를 자신이 직접 보낸 일이나 성우에 관한 공부를 전혀 가르쳐 주지 않는 곳에 들어가 버린 일 등이 있었다. 1년 반 자신의 발로 직접 뛰어 다니며 애니메이션 양성소니까 애니메이션 잡지를 찾아보면 어떨까라는 생각이 문득 들어 예전에 애독했던 「애니미디어」를 다시 보았더니 거기에 광고가 실려 있었다. 그 때까지는 막 새로 생겼던 「하라주쿠 성우 프로듀스·오피스」에서 월 2회 레슨, 1회 당 3~4시간의 수업을 받으면서 성우 공부를 해나간다. 1년 후, 오디션에서 「꽃다발 소녀」역에 합격해서 드디어 꿈에 그리던 성우 데뷔를 하게 된다. 그 때의 심정을 그녀는 「정말 하늘에 오를 것만 같은 기분이었어요. 방금까지 있던 세계하고는 다른 세계에 있다는 느낌. 제가 두 명이 있는 듯한 느낌이었어요.」라고 말했다. 성우 지망생들에게 엄하게 대하는 성우가 많이 있는 요즘 보기 드물게도 그녀는 「잘 대해주는 양성소도 있으니까 주위를 잘 보렴.」이라고 염려하는 말을 해주기도 하며 「성우가 되는 길에 지름길은 없단다. 자신이 먼저 행동할 것. 어떤 걸 목표로 하든 일단 움직일 것. 성우를 목표로 하는 여러분, 힘내세요!!」라고 격려해 준다.

## 애칭
애칭이 꽤 많다. 앗코, 나코, NAVI, 우왓코, 나캇치, 누님・바이오닉 아키코, 아키아키, 나카가왓치, 아코삐, 사장, 농장장, 성주 등이 있으며 가장 잘 사용되고 있는 애칭은 앗코쨩, 앗코상.

## 특기
줄넘기 (특히, 2중 뛰기), 드럼 (존경하는 드러머는 히구치 무네타카), 버터플라이 영법

## 취미 및 좋아하는 것

### 음식·음료
일본차, 홍차, 커피를 좋아한다고 한다. 마시면서 느긋하게 보내는 걸 사치 부리는 것 같다고 한다. 레몬 즙을 짜서 넣은 토마토 주스는 참을 수 없을 만큼 좋아한다 한다. 상경해서 처음으로 먹은 「네기도로동」은 추억의 맛이라고 한다. 파를 잔뜩 넣은 백숙을 좋아한다. 유제품은 좋아하지만 그냥 우유는 잘 못 마신다고 한다. 술자리의 분위기를 좋아하는데다 술도 강하다. 자신있게 할 수 있는 요리는 햄버그 스테이크.

### 작가·예술가
가방안에 조그마한 책 한 권이라도 있어야 마음이 편안하다고 한다. 좋아하는 작가는 리처드 바크, 스티븐 킹, 기타무라 가오루, 온다 리쿠, 모리 히로시 등이 있다. 또 좋아하는 판화가는 심 시멜, 좋아하는 화가는 하야가와 기코, 짐 다인, 마크 로스코 등.

### 캐릭터
좋아하는 캐릭터로는 판셀, 『도라에몽』의 도라에몽, 『포켓몬스터』의 피카츄, 『피너츠』의 스누피, 『게게게의 기타로』의 눈알 아저씨, 『드래곤 퀘스트 II 악령의 신들』의 사마루토리아의 왕자, 『도로론 엔마군』의 엔마 군, 『붉은광탄 질리온』의 JJ, 『스타 워즈』의 R2D2, 『루팡 3세』의 지겐 다이스케, 『무민』의 스너프킹, 『별의 왕자님』의 키츠네 등이 있다.

### 게임
처음으로 산 게임은 프론트 라인, 아스트로 로보 SASA. 처음으로 산 CD는 드래곤 퀘스트 II 악령의 신들의 악곡 『Love Song 찾아서』.
가족끼리 코타츠에 빙 둘러앉아 근육맨의 돈쟈라를 해온게 계기가 되어 마작을 좋아하게 되었다. 오로지 게임이나 인터넷 대전만을 해왔지만 사회 공부라 둘러대고 도요시마 마치코와 함께 마작장에 간 적도 있다.

### 패션
흰 티셔츠에 청바지가 자기답고 좋다고 몇 번 말한 적이 있다. 데님으로는 자켓을 좋아한다. 코트에 푹하고 둘러싸이는게 좋다고 해 태내회귀본능이 있는 것 같다고 한다. 선글라스는 외출할 때 필수품이라고 한다. 사진집에서 유카타를 입은 모습을 몇 번인가 보여주었다. 소년탐정 김전일, 프레시 프리큐어! 더빙 현장에서는 출연 성우들과 미리 의논해서 유카타를 입고 녹음하러 간 적이 있다고 한다. 염신전대 고온저의 이벤트에 참가했을 때에도 유카타를 입었었다.

### 계절
계절은 「어느 계절이고 다 좋아하지만 북쪽에서 자라와서 그런지 몰라도 특히 추운 때가 좋다.」라고 한다. 찬 바람을 맞으면 그리운 친구를 만난 듯 무척 기쁘고 눈이 내리면 마치 자신을 응원하는 듯한 느낌을 받는다 한다. 방사냉각 현상이 일어난 아침의 푸른 하늘을 제일 좋아한다고 한다.

### F1
F1을 좋아하며 하인즈 헤럴드 프렌첸의 팬이라고 공언했었다. 귀 밑쪽의 털이 마음에 들었다고 한다.

### 공룡
공룡을 좋아해 『쥐라기 공원』을 감상 후, 원작 소설도 완독했다. 디노 크라이시스도 플레이를 끝냈다. 하지만 악어, 뱀, 이구아나 같은 파충류는 싫어하지는 않지만 안지는 못할 것 같다고 한다.

### 라디오
사이토 히로미의 『라디오는 아메리칸』을 열심히 들은 청취자이며 공개녹음에도 간 적이 있다고 한다.

### 놀이공원
특히, 절규 머신 계열을 좋아한다. 관람차도 좋아한다고 한다.

### 불꽃
불꽃놀이 대회에서 불꽃을 쏘아 올릴 때의 소리가 나면 가만히 있지를 못하게 된다고 한다. 한 편으론 선향불꽃도 좋아한다.

### 악기
상경해서 라이브 무대를 많이 관람하는 중에 드럼이 가장 기분 좋은 느낌을 받았다 한다. 성우 데뷔 후에 지금부터 배우면 늦지 않을까라는 생각을 하면서도 배우기 시작해 후에 LAMUSE에서 일거리 중 하나가 되고 만다. 음색이 가장 좋은건 피아노. 자신의 라이브에서 우쿨렐레를 연주하는 모습도 보여 주었다.

### 장소
공항, 항구, 여행 떠나는 곳을 좋아한다. 천공정원에 동경심을 품고 있다.

### 바다 생물
고래, 범고래, 돌고래, 개복치, 쥐가오리, 데바스즈메다이 등을 좋아한다.

### 금속
금, 은, 동 중에서는 「지구의 땅에서 태어난 듯한 얼굴을 하고 있다.」라고 느끼는 동을 좋아한다. 시민 마라톤 대회에서 동메달을 받은 적이 있으나 20위 이하 전원이 받을 수 있는 참가상 같은 것이었다.

## 출연 작품

### TV 애니메이션
1994년
- 마크로스7 - 꽃다발 소녀, 시민, 오퍼레이터

1995년
- 신비의 세계 엘하자드
- 애천사전설 웨딩피치 - 타케우치 아키코 #28

1996년
- 아이들의 장난감 - 유이 #21

1997년
- 소년탐정 김전일 - 나나세 미유키 (설유미), 고이즈미 게이코
- 아이들의 장난감 - 마코 #57
- 포춘 퀘스트 L - 파스텔·G·킹

1998년
- DT에이트론 - 시나 #20
- LET'S 누풋누풋 - 타카키 요시코 외
- 꽃피는 천사 텐텐군 - 사유리카와 사치코
- 열화의 염 - 코미

2000년
- 삐뽀빠뽀 파토루군 - 하야토 외
- 섬 시타로의 시마지로 - 염소 얏쿤
- 원피스 - 미스 골든위크
- 이누야샤 - 히구라시 소타 (유태영)

2001년
- 작은 눈의 요정 슈가 - 안느

2002년
- HAPPY★LESSON - 토가쿠시 칸나
- 격투! 크러시 기어 TURBO - 蘭芳, 지나 파이어스틴
- 도쿄 언더그라운드 - 마리
- 록맨 에그제 - 미도리카와 케로 (쥬쥬), 토드맨
- 베리베리 뮤우뮤우 - 야나기다 모에
- 포춘독 - 캐미

2003년
- GAD GUARD - 여자
- SD건담 포스 - 세라
- 내일의 나쟈 - 테레즈
- 록맨 에그제AXESS - 미도리카와 케로 (쥬쥬)
- 탐정학원Q - 쿠리타 스미카

2004년
- 록맨 에그제Stream - 미도리가와 케로 (쥬쥬)
- 마리아님이 보고계셔 - 쿠보 시오리
- 불새 - 소녀, 시녀
- 빛의 전사 프리큐어 - 야베 치아키
- 아가사 크리스티의 명탐정 포와로와 마플 - 모리

2005년
- 록맨 에그제BEAST+ - 미도리카와 케로 (쥬쥬)
- 츠바사 -RESERVoir CHRoNiCLE- - 이즈 아키라

2006년
- 두 사람은 프리큐어 Splash Star - 안도 카요 (태영)

2007년
- Yes! 프리큐어5 - 여자
- 소년탐정 김전일 사건부SP - 나나세 미유키 (설유미)

2008년
- 월드 디스트럭션 ~세계 박멸의 6명~ - 리난

2009년
- 이누야샤 완결편 - 히구라시 소타 (유태영)
- 프레시 프리큐어! - 야마부키 이노리 (나소희)/큐어 파인

## OVA
- 샤머닉 프린세스 - 스반나 화이트
- 스타라이트 스쿨럼블 연애후보생 - 쿠스하라 리나
- 전뇌전대 부기'즈 엔젤 - 오키누 쨩
- 카페 알파 - 타카츠 코코네
- ヨコハマ買い出し紀行 (요코하마 매물기행,한국명:카페 알파) - Quiet Country Cafe- - 타카츠 코코네

## 극장판 애니메이션
- 극장판 이누야샤 - 히구라시 소타 (유태영)
  - 이누야샤 시대를 초월한 마음
  - 이누야샤 거울 속의 몽환성
  - 이누야샤 천하패도의 검
- 극장판 천지무용! in Love
- 록맨 에그제 빛과 어둠의 유산 - 미도리카와 케로 (쥬쥬)
- 마크로스7 은하가 날 부른다! - 꽃다발 소녀
- 소년탐정 김전일 사건부 - 나나세 미유키 (설유미)
- 소년탐정 김전일 사건부2 살육의 딥블루 - 나나세 미유키 (설유미)
- 쾌걸근육맨 2세 머슬 당근쟁탈! 초인 대전쟁 - 다레난다 공주
- 프리큐어 시리즈
  - 극장판 프리큐어 올스타즈DX 우린 모두 친구☆기적같은 전원 대집합! - 야마부키 이노리 (나소희)/큐어 파인
  - 극장판 프레시 프리큐어! 장난감 나라에는 비밀이 가득!? - 야마부키 이노리 (나소희)/큐어 파인
  - 극장판 프리큐어 올스타즈DX2 희망의 빛☆레인보우 쥬얼을 지켜라! - 야마부키 이노리 (나소희)/큐어 파인
  - 극장판 프리큐어 올스타즈DX2 미래에 전하라! 세계를 이어주는☆무지갯빛 꽃 - 야마부키 이노리 (나소희)/큐어 파인
  - 극장판 프리큐어 올스타즈 New Stage 미래의 친구 - 야마부키 이노리 (나소희)/큐어 파인

## 게임
1997년
- 용기전승2 - 루체 류비 (Windows)
- 용기전승PLUS - 큐이 (Windows)

1998년
- 데뷔21 - 마키 치사 (플레이스테이션)
- 드래곤 마스터 실크 외전 스코벤쳐 - 시로후지 미츠키 (세가 새턴)
- 로망레느 - 나키 (Windows)
- 명탐정 코난 - 아이카와 유미 (플레이스테이션)
- 무인도 이야기R - 하시모토 유키미 (Windows & 세가 새턴)
- 방과후 연애클럽 -사랑의 에튀드- - 오리하라 사나에 (세가 새턴판 에서만 Windows판에서는 다른 성우가 맡았다.)
- 스타라이트 스쿨럼블 연애후보생 - 쿠스하라 리나 (Windows & 플레이스테이션)
- 아가씨 특급 - 이야마 이라이 (세가 새턴 & 플레이스테이션)

1999년
- L의 계절 ~A piece of memories~ - 유미쿠라 아키코 (플레이스테이션)
- ONE ~빛나는 계절로~ - 사토무라 아카네 (플레이스테이션)
- 우연히 사랑하고 - 소마 나나에

2001년
- From TV animation 원피스 뛰쳐나와 해적단! - 미스 골든위크 (플레이스테이션)
- 머메이드의 계절 - 와카바 코토노 (Windows & 플레이스테이션)
- 엔젤 프레젠트 - 아사기리 아야메 (드림캐스트)
- 청춘요일 - 키라 (드림캐스트)

2002년
- From TV animation 원피스 그랜드 배틀! - 미스 골든위크 (플레이스테이션)

2004년
- F ~퍼내틱~ - 애니 화이트 (Windows & 플레이스테이션2)

2005년
- 제3차 슈퍼로봇 대전α 종언의 은하로 - 시비루 (플레이스테이션2)
- 원피스 그랜드 배틀!RUSH - 미스 골든위크 (플레이스테이션2 & 닌텐도 게임큐브)

2009년
- 마크로스 얼티메이트 프론티어 - 시비루 (플레이스테이션 포터블)
- 소년탐정 김전일의 사건부 악마의 살인항해 - 나나세 미유키 (설유미) (닌텐도 DS)

## 더빙
- 네휴 - 아이슈링
- 사이좋은 도깨비 - 에도월 ※DVD 신 녹음판
- 프릿지 - 크리시

## 특촬
- 보이스랏가 - 호무라 아키코/보이스랏가 루비
- 슈퍼 전대 시리즈
  - 염신전대 고온저 - 봄퍼의 목소리
    - 염신전대 고온저 BUNBUN!BANBAN!극장BANG!! - 봄퍼의 목소리
    - 염신전대 고온저 BONBON!BONBON!인터넷으로BONG!! - 봄퍼의 목소리
    - 극장판 염신전대 고온저 VS 게키 레인저 - 봄퍼의 목소리
    - 사무라이 전대 신켄져 VS 염신전대 고온저 스크린BANG!! - 봄퍼의 목소리
- 해적전대 고카이저 - 봄퍼의 목소리
- 울트라Q dark fantasy - 가라Q의 목소리

## 라디오
- Radio아!LAMUSE
- VOICE OF WONDERLAND
- 나이토 칸의 ZigZag 안테나
- 나카가와 아키코 LUCKY FARM
- 나카가와 아키코의 Heart to Heart
- 나카가와·마쓰카제@열풍 대륙
- 라라라LAMUSE
- 마크로스 월드
- 성우가 되고 싶어~LAMUSE를 향한 길
- 앗코와 메구의 매지컬 에그에 어서오세요
- 전격 대작전

## 잡지 연재
- Cotton Candy - 애니미디어에서 연재. 성우가 되기까지의 과정이나 성우가 된 후에 일어났던 일을 말하고 있다.
- Relaxation Time - 성우 그랑프리에서 연재. 사진과 시가 실려있다.
- 포켓・팔렛, 만물박사 나카가와 - 성우 그랑프리에서 연재. 칼럼.

## CD

### 싱글
- Sweet Pain
- 꿈의 도시 TOKYO LIFE
- 멋진 퓨어러브 (마키 치사의 명의로 싱글 컷.)

### 앨범
- FRIENDS (자주제작 프라이빗 미니앨범)
- graduation
- I.O. (라디오 방송LUCKY FARM기획앨범)
- Songs & Days
- Winter Tales from Akiko Nakagawa
- 미소의 Soldier!

### 드라마 CD
- Aika special mission 3〜Mary Gene - 미사키
- BUD BOY - 유우히메
- LAMUSE FIGHT! - 나카가와 아키코
- L의 계절 드라마 CD - 유미쿠라 아키코
- 건드라이버 - 안나 스톤 고쿠레이에
- 노티 보이 - 카토 유리
- 다중인격 탐정 사이코 시리즈
  - MPD-PSYCHO 사이코 사운드·스토리 - 코에이 아야코
- 데스크탑의 메이드씨 드라마 CD - 메이팡
- 태양의 소녀 잉카쨩 - 잉카 쨩
  - 주제가「SUN」（작사: 마츠모토 유카 작곡: 아베 준 편곡: 아베 준, 타케후지 세이지, 첫 레코딩 곡)
- 마크로스7 CD시네마 - 소녀 A
- 방과후 연애클럽 -사랑의 에튀드- - 오리하라 사나에
- 보이스랏가 외전 vol.1 - 호무라 아키코
- 성우가 되고 싶어 ~LAMUSE를 향한 길~ 시리즈 - 나카가와 아키코
- 스타라이트 스쿨럼블 연애후보생 라디오 스쿨럼블 - 쿠스하라 리나
- 이누야샤 드라마 앨범2 『폭풍과 축제의 보래도!』 - 히구라시 소타 (유태영)
- 천국에 눈물은 필요없어 와룡봉추부부추 - 사사키 리츠코
- 초철제국 테슬라 - 스칼렛 테슬라
  - 주제가「아이리스의 kiss」（with 미나미 오미, 작사: 시라쿠라 유미, 작곡: 마츠모토 요이치）
- 카페 알바 시리즈
  - 카페 알바 - 소녀
  - 카페 알바 2 - 다카츠 코코네
    - 삽입곡 「달에게 허밍」(허밍with 시이나 헤키루, 작곡: GONTITI)
- 쿄시로 - 니시야마 레이코
- 특공천녀 - 카미사키 류카
- 팔콤 크러시맥스 오리지널 CD 드라마 「이스 I/여신의 기억」 - 레아
- 포춘 퀘스트 시리즈 - 파스텔·G·킹
  - 포춘 퀘스트 외전 「파스텔의 여행」
  - 포춘 퀘스트 아르바이트 편 「저녁 해가 두 개로 보인 밤」
- 풍희외전 화진의 바람 - 센쥬마루
- 하이퍼 안나 - 타카츠키 안나
- 흡혈공주 미타 CD시네마 - 소녀
- 힘차게! 프로즌·프리티
  - 주제가「Frozen Kiss」(작사・작곡: 아베 준 편곡: 타케후지 세이지)

## 그 외
- BLITZ INDEX - 나레이션
- 뇌내 워드Q 히키다스! - 나레이션
- 생활구조 개혁
- 신설!? 일본 미스테리 - 하니완
- 애니메이션 세계 명작 『파브르 곤충기』 - 파브르, 교재 애니메이션 DVD
- 여삼필 - 낭독회. 아오키 사야카와 함께 공동출연.